# Star Trek Into Darkness
Star Trek Into Darkness ist ein US-amerikanischer Science-Fiction-Film von J. J. Abrams aus dem Jahr 2013. Es ist der zwölfte Kinofilm, der auf der Science-Fiction-Serie Raumschiff Enterprise von Gene Roddenberry basiert und ist der zweite Teil der neuen Kelvin-Timeline. Der Film spielt innerhalb einer alternativen Zeitlinie des Star-Trek-Universums und hatte am 23. April 2013 Premiere. In den deutschsprachigen Kinos startete er am 9. Mai 2013. Es ist der letzte Film mit Leonard Nimoy und gleichzeitig das letzte Mal, dass er die Figur des Mr. Spock verkörperte.

## Handlung
Auf dem Planeten Nibiru droht ein Vulkanausbruch die noch wenig entwickelte Zivilisation auszulöschen. Die Crew der Enterprise versucht dies zu verhindern, wobei Spock im Krater des Vulkans in Lebensgefahr gerät. Captain Kirk rettet ihn, obwohl die Eingeborenen dabei die Enterprise sehen und er somit die oberste Direktive der Föderation verletzt, die keine Einflussnahme auf die Entwicklung fremder Kulturen erlaubt. Als der Vorfall später trotz Kirks geschönten Berichts durch Spock ans Licht kommt, verliert Kirk das Kommando über die Enterprise. Er soll wieder zurück an die Akademie und Spock auf die USS Bradbury versetzt werden. Kirks Mentor Admiral Christopher Pike erhält daraufhin das Kommando über die Enterprise zurück, nimmt Kirk jedoch als seinen ersten Offizier mit an Bord.
Kurze Zeit später verübt ein Sternenflottenoffizier einen Sprengstoffanschlag auf ein als Archiv getarntes Waffenlabor der Sternenflotte in London. Als Gegenleistung heilt der Auftraggeber dessen todkranke Tochter durch eine Bluttransfusion. Die Sternenflotte beruft eine Sitzung im Hauptquartier in San Francisco ein, an der auch Kirk und Spock als Adjutanten teilnehmen. Admiral Marcus, Oberbefehlshaber der Sternenflotte, identifiziert als Drahtzieher des Anschlags John Harrison, der ein ehemaliger Agent der Sternenflotte sei, und befiehlt die Jagd auf ihn. Eben als Kirk erkennt, dass Harrison die Einberufung dieser Sitzung vorausgesehen haben muss, beschießt dieser den Konferenzraum mit einem Shuttle. Er tötet die meisten hochrangigen Teilnehmer, darunter auch Admiral Pike. Kirk bringt das Shuttle zum Absturz, doch Harrison entkommt mit einem mobilen Transporter. Scott findet heraus, dass Harrison auf den Klingonen-Heimatplaneten Kronos geflohen ist. Admiral Marcus gibt Kirk daraufhin das Kommando über die Enterprise zurück, der Spock sofort wieder als ersten Offizier einsetzt. Da die Sternenflotte keinen Krieg mit den Klingonen riskieren will, soll Kirk lediglich bis zum Rand der neutralen Zone vordringen und von dort aus Harrisons Position, eine unbewohnte Gegend auf Kronos, mit neuartigen Langstrecken-Photonentorpedos beschießen. So soll ein offener Konflikt mit den Klingonen vermieden werden.
Nach Anbordnahme der 72 neuen Torpedos möchte Chefingenieur Scott diese überprüfen, was ihm jedoch verwehrt wird. Er warnt vor ihrem Einsatz und quittiert seinen Dienst, weswegen Kirk Chekov zum Chefingenieur ernennt. Auf dem Flug nach Kronos stellt Spock die Waffenexpertin Carol Wallace zur Rede, die ihre Versetzung auf die Enterprise gefälscht hat, um die neuen Torpedos selbst zu überprüfen. Es stellt sich heraus, dass sie in Wahrheit Dr. Carol Marcus ist, die Tochter von Admiral Marcus, die unlautere Machenschaften ihres Vaters vermutet. Plötzlich legt eine Überhitzung des Warp-Kerns den Antrieb lahm, wodurch das Schiff in klingonischem Gebiet vorerst manövrierunfähig ist. Entgegen den Missionsbefehlen plant Kirk, auf dem Planeten zu landen, um Harrison festzunehmen und vor Gericht zu stellen. Zusammen mit Spock, Uhura und zwei weiteren Männern macht er sich in einem Shuttle auf den Weg und lässt Harrison durch Sulu über die feuerbereiten Torpedos in Kenntnis setzen, damit dieser sich stellt. Ein Trupp Klingonen fängt das Shuttle jedoch ab und zwingt es zur Landung. Uhura versucht daraufhin, auf Klingonisch zu verhandeln, doch da taucht Harrison auf, schaltet beinahe mühelos die Klingonen aus und ergibt sich Kirk anschließend widerstandslos, als er die Anzahl der Torpedos erfährt.
Kirk bringt Harrison an Bord und verhört ihn. Harrison gibt jedoch zunächst nur vage Hinweise. Carol Marcus und McCoy öffnen einen der 72 Torpedos und erkennen, dass sich in den Torpedos Menschen in kryogenen Tiefschlafkapseln befinden. Harrison erklärt, er heiße in Wahrheit Khan und sei ein gentechnisch verbesserter Soldat, der vor 300 Jahren zusammen mit seiner Crew eingefroren wurde. Admiral Marcus ließ ihn aufwecken, um ihn für seine eigenen Zwecke einzusetzen, da er den politischen Konflikt mit den Klingonen militärisch lösen möchte. So musste der hochintelligente Khan die Torpedos und anderes Kriegsmaterial entwickeln. Marcus versuchte, ihn unter Kontrolle zu halten, indem er Khan drohte, seine Crew umzubringen. Khan versteckte daraufhin seine Leute in den Torpedos und plante zu fliehen, musste sie jedoch zurücklassen, als Marcus sein Vorhaben aufdeckte.
Khan gibt Kirk Koordinaten, die dieser an den auf der Erde gebliebenen Scott weiterleitet, damit der sich dort umsieht. Eben als Kirk herausfindet, dass Admiral Marcus den Ausfall des Warp-Antriebs inszeniert hat, um einen Krieg mit den Klingonen zu provozieren, taucht dieser mit einem neuen und größeren Kriegsschiff der Sternenflotte neben der Enterprise auf und fordert die Übergabe von Khan. Kirk überlistet ihn, indem er Chekov den notdürftig reparierten Kern für einen Warp-Flug zurück zur Erde einsetzen lässt. Während des Warp-Flugs holt sie jedoch Marcus’ deutlich überlegenes Raumschiff ein. Mit der Rechtfertigung, Kirk gelte nun als Gehilfe des Verbrechers Khan, feuert Marcus auf die Enterprise. Seine Tochter Carol, von deren Anwesenheit auf der Enterprise Marcus nichts wusste, kontaktiert ihn, worauf er das Feuer einstellen lässt. Er lässt Carol an Bord seines Schiffs beamen, um sie aus der Schusslinie zu bringen, und will den Angriff fortsetzen. Scott, der an den übermittelten Koordinaten Marcus’ neues Raumschiff vorgefunden hatte und sich unbemerkt darin einschleusen konnte, schafft es jedoch, die Waffensysteme rechtzeitig zu sabotieren. In einem waghalsigen Flug setzen Kirk und Khan in Raumanzügen zu Marcus’ Schiff über, wo Scott ihnen eine Frachtraumluke öffnet. Sie dringen zur Brücke vor und überwältigen die kleine Crew. Auf Kirks Anweisung betäubt Scott auch Khan.
Noch während Spock mit seinem älteren Ich (siehe Star Trek XI) Kontakt aufnimmt und erfährt, dass Khan ein sehr gefährlicher Gegner ist, erwacht Khan wieder, überwältigt Kirk, Scott und Carol und tötet Admiral Marcus mit bloßen Händen. Er fordert von Spock die Bereitstellung der 72 Torpedos mit seiner Crew, um sie zu sich an Bord zu beamen. Nachdem dies geschehen ist, beamt er im Gegenzug Carol, Kirk und Scott zurück auf die Enterprise und eröffnet wieder das Feuer. Spock hat Khan jedoch überlistet und vor dem Beamen die Insassen aus den Torpedos entfernen lassen. Per Fernzünder bringt Spock die Torpedos zur Explosion, die Khans Schiff ebenfalls schwer beschädigt. Beide Raumschiffe fallen antriebslos aus dem Orbit in Richtung Erde. Kirk gelingt es rechtzeitig, den Warp-Kern des Schiffs zu reparieren, so dass die Enterprise den Absturz abfangen kann. Allerdings muss er sich dabei ungeschützt der tödlichen Strahlung aussetzen und droht zu sterben. In der Dekontaminationsschleuse zum Maschinenraum kommt es zu einem emotionalen Moment zwischen Kirk und Spock, und als Kirk das Bewusstsein verliert, schreit der aufbrausende Spock seine Wut auf Khan heraus.
Khan, der mit seinem Schiff mittlerweile auf San Francisco gestürzt ist und dort erheblichen Schaden verursacht hat, überlebt den Absturz fast unbeschadet. Von Spock verfolgt, flieht er vom Wrack durch die Stadt. Unterdessen findet McCoy heraus, dass Khans Blut eine regenerative Wirkung besitzt und Kirk retten könnte. Uhura folgt deshalb Spock, um zu verhindern, dass er Khan tötet. Spock hat Khan inzwischen auf einem Luftfrachter gestellt und kann ihn mithilfe von Uhura überwältigen.
Zwei Wochen später erwacht Kirk, noch geschwächt, aber durch ein von McCoy aus Khans Blut hergestelltes Serum geheilt. Ein Krieg mit den Klingonen konnte vermieden werden. Schließlich bricht die Enterprise unter Kirks Kommando zu ihrer ersten fünfjährigen Erkundungsmission auf, während Khan wieder in einer Tiefschlafkapsel liegt und zusammen mit seiner Crew in einer Lagerhalle aufbewahrt wird.

## Produktion

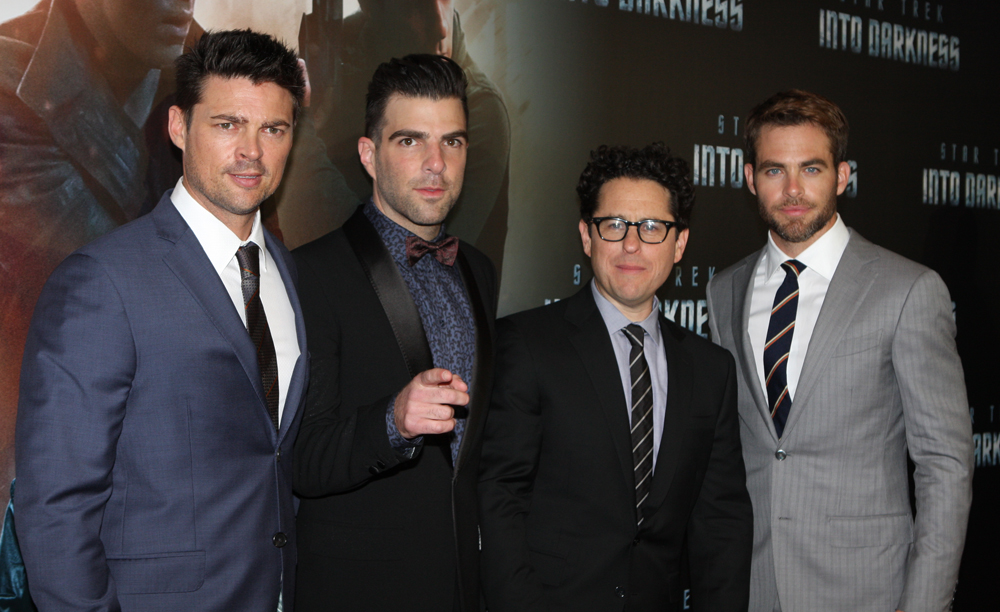
Ein Teil des Filmcasts bei der Filmpremiere in Australien im April 2013 (v.l.n.r: Karl Urban, Zachary Quinto, Regisseur J. J. Abrams und Chris Pine)

Bereits im Juni 2008 wurde berichtet, dass Paramount Pictures daran interessiert sei, mit den Produzenten des elften Star-Trek-Films einen weiteren Film zu produzieren.

### Technik
Der Film wurde teilweise mit IMAX-Kameras gefilmt und nachträglich von 2D zu 3D konvertiert.
Der Film ist in Dolby Atmos vertont.

### Marketing
Es wurden ein Announcement-Trailer (Dezember 2012), drei Teaser, ein internationaler Trailer (März 2013) und ein weiterer Trailer (April 2013) online gestellt. Lediglich der Announcement-Trailer, ein Teaser zum Super Bowl und der internationale Teaser sind dabei auf Deutsch erschienen. Soundtrack des ersten Teasers ist The Awakening von Brian Tyler, im Big Game Spot, dem Teaser zum Super Bowl, wurde Siege Towers von Audiomachine genutzt. Im internationalen Trailer wurde erst Requiem of the Gods von Critical Mass als Soundtrack verwendet, danach Knightfall von Immediate Music und Icarus von Superhuman. Dazu wurden Poster und animierte Flash-GIFs über verschiedene Kanäle veröffentlicht.
Die Werbeaktion, während der Earth Hour März 2013 in London 30 Quadrocopter aufsteigen zu lassen und im Formationsflug aus Lichtern das Star Trek Logo zu bilden, erreichte große Medienaufmerksamkeit.

### Soundtrack
Michael Giacchino komponierte die Filmmusik unter dem Herausgeber Colosseum Music Entertainment (Alive). Das Album erschien am 17. Mai 2013 unter dem Namen Star Trek Into Darkness – Original Motion Picture Soundtrack.
| Nr. | Titel                      | Länge |
| --- | -------------------------- | ----- |
| 1.  | Logos/Pranking the Natives | 03:01 |
| 2.  | Spock Drops, Kirk Jumps    | 01:44 |
| 3.  | Sub Prime Directive        | 02:24 |
| 4.  | London Calling             | 02:10 |
| 5.  | Meld-merized               | 02:40 |
| 6.  | The Kronos Wartet          | 05:26 |
| 7.  | Brigadoom                  | 03:41 |
| 8.  | Ship to Ship               | 02:51 |
| 9.  | Earthbound and Down        | 02:38 |
| 10. | Warp Core Values           | 02:56 |
| 11. | Buying the Space Farm      | 03:17 |
| 12. | The San Fran Hustle        | 05:00 |
| 13. | Kirk Enterprises           | 03:00 |
| 14. | Star Trek Main Theme       | 03:26 |
| 15. | The Growl (Bonus-Track)    | 02:54 |

## Synchronisation
Die Synchronisation übernahm die Berliner Synchron GmbH nach einem Dialogbuch von Änne Troester und unter der Dialogregie von Björn Schalla.
| Rollenname                                     | Darsteller           | Deutsche Synchronstimme   |
| ---------------------------------------------- | -------------------- | ------------------------- |
| Captain James Tiberius „Jim“ Kirk              | Chris Pine           | Nico Sablik               |
| Mr. Spock                                      | Zachary Quinto       | Timmo Niesner             |
| Mr. Spock (aus der Original Timeline)          | Leonard Nimoy        | Fred Maire                |
| Khan Noonien Singh/„John Harrison“             | Benedict Cumberbatch | Sascha Rotermund          |
| Lieutenant Commander Montgomery „Scotty“ Scott | Simon Pegg           | Simon Jäger               |
| Lieutenant Nyota Uhura                         | Zoë Saldaña          | Tanja Geke                |
| Dr. Leonard „Pille“ McCoy                      | Karl Urban           | Tobias Kluckert           |
| Dr. Carol Marcus                               | Alice Eve            | Annina Braunmiller        |
| Admiral Alexander Marcus                       | Peter Weller         | Frank Glaubrecht          |
| Lieutenant Hikaru Sulu                         | John Cho             | Julien Haggège            |
| Fähnrich Pavel Chekov                          | Anton Yelchin        | Constantin von Jascheroff |
| Admiral Christopher Pike                       | Bruce Greenwood      | Oliver Stritzel           |
| Thomas Harewood                                | Noel Clarke          | Norman Matt               |
| Andy                                           | Christopher Doohan   | Dirk Bublies              |
| Captain Abbott                                 | Beau Billingslea     | Tobias Meister            |
| Cupcake                                        | Jason Matthew Smith  | Jan-David Rönfeldt        |
| Darwin                                         | Aisha Hinds          | Peggy Sander              |
| Derius                                         | Ser’Darius Blain     | Benjamin Stöwe            |

## Rezeption

### Umsatz
Am Eröffnungstag spielte der Film in den USA mit 13,5 Millionen US-Dollar weniger als die Hälfte von Star Trek (30,9 Millionen US-Dollar) ein.
Im ersten Quartal nach Veröffentlichung wurden an den Kinokassen weltweit 451 Millionen US-Dollar umgesetzt – bei einem Budget von 190 Millionen US-Dollar.
In den ersten vier Tagen war der Film in Deutschland mit 446.000 Besuchern der zu diesem Zeitpunkt erfolgreichste.
Im Jahr 2013 wurden bundesweit 1.514.029 Besucher an den deutschen Kinokassen gezählt, womit der Film den 16. Platz der meistbesuchten Filme des Jahres belegte.

### Kritiken
Die Kritiken zu Star Trek Into Darkness fielen überwiegend positiv aus. Insbesondere in den US-Medien wurde der Film gut aufgenommen und als unterhaltsames Action-Adventure begrüßt. Die Website Rotten Tomatoes zählte bislang 293 Kritiken, von denen 84 % positiv ausfielen, auch wenn des Öfteren bemerkt worden sei, dass der Film weniger originell sei als sein Vorgänger.
Die deutsche Filmkritik äußert sich hingegen vielfach negativ. Andreas Borcholte von Spiegel Online stellt die „philosophische Leere“ des Films der philosophischen Lehre aus den klassischen Star-Trek-Filmen gegenüber, obwohl sich Abrams mit dem Neustart zuvor viele inhaltliche Möglichkeiten geschaffen habe. So bezeichnet Borcholte den Film als „Buddy-Movie im Weltraum“. Ferner schreibt er: „Abrams’ Star Trek ist ein wuchtiges, clever komponiertes Konglomerat der in jüngster Zeit erfolgreichsten Kino-Franchises. Und damit das nicht so auffällt, jagt eine Action-Sequenz die nächste, löst ein wirkungsvoller 3-D-Effekt den nächsten ab, Lanzenwürfe ins zusammenzuckende Publikum inklusive.“
Kritisch sieht Sebastian Milpetz von Critic.de die mangelnde Tiefe. Abrams traue sich nicht, die Crew so tief in eigene und politische Abgründe zu führen wie beispielsweise in der Dark-Knight-Reihe oder in Skyfall. Er bezeichnet die Entwicklungsgeschichte als simpel, sie beschränke sich auf altbekannte Kabbeleien zwischen Kirk und Spock. Allerdings lobt er den optischen Gesamteindruck.
Harald Peters von Die Welt bemängelt, dass J. J. Abrams seine im Vorgängerfilm geschaffenen Freiheiten ungenutzt lasse und dass es dem Film an Plausibilität fehle. Allerdings lobt er die schauspielerischen Leistungen: „Wie schön, dass zumindest die Schauspieler sich Mühe geben, alles aus ihren dünnen Figuren herauszuholen.“
„«Star Trek» gehört ins All, am besten in einen weit entfernten Quadranten“, findet Philippe Zweifel vom Tages-Anzeiger. Im Gegenzug lobt er die Action-Szenen des Films: „Doch wir wollen uns nicht beklagen. «Into Darkness» bietet viele gelungene «one liner» und noch mehr Action, zum Beispiel eine Art Meteoritensurfen und den obligatorischen Warp-Kern, der unter grossem Getöse bröckelt.“
Wenig Gutes findet auch Jens Balzer von der Berliner Zeitung. Er zieht den Vergleich mit der „intelligenten SF-Literatur“, in der man in der Konfrontation mit dem Anderen auch das Andere in sich selbst entdecken könne. Wohl hätten die Star-Trek-Fernsehfilme und deren Nachfolger Next Generation und Deep Space Nine dies umgesetzt, jedoch der aktuelle Film Star Trek Into Darkness lasse dies vermissen. „Es handelt sich, abgesehen von den Dekors und der gelegentlichen Fortbewegung mit Raumschiffhilfe, um keinen Science-Fiction-Film, sondern um einen Männerbeziehungs- und Selbstfindungsfilm. […] Es geht um Freundschaft, Loyalität und Verrat unter militärisch ausgebildeten Typen. Sonst geht es um nichts. […] So öde im Saft des allzu Irdischen hat schon lange kein „Star Trek“-Film mehr gekocht wie dieser […]“.
Zeit Online lobt hingegen „das unterhaltsame Wechselspiel zwischen Beziehungsarbeit und Kampfgetümmel“, das Regisseur Abrams vollkommen beherrsche, indem er die Kontraste zwischen den beiden Erzählebenen mit ironischem Feingefühl verstärke. Lediglich einige „rührselige Seifenoperszenen“ und die 3D-Effekte kritisiert der Autor: „Allein die 3D-Effekte sind ihm ein wenig zu eitel geraten und machen die Mission der Enterprise für die Zuschauer in den vorderen Reihen zu einer echten Bewährungsprobe“.
Felicitas Kleiner vom Filmdienst lobt die Balance zwischen „schauträchtigem Spektakel und Figuren-zentriertem Drama“. Heroismus werde mit Humor ausbalanciert und dadurch der optimistische Ton der Fernsehserie bewahrt.

## Auszeichnungen und Nominierungen
Der Film wurde 2014 in der Kategorie Beste visuelle Effekte für den Oscar nominiert. In der gleichen Kategorie erhielt der Film eine Nominierung bei den British Academy Film Awards 2014.

## Hintergrundinformationen
- Eine kleine Nebenrolle als Transporter-Chief wird wie schon im vorherigen Teil von Christopher Doohan, dem Sohn des ursprünglichen Darstellers des Chefingenieurs „Scotty“, James Doohan, gespielt. Dies geht zurück auf eine Initiative von Star-Trek-Fans.[23] Christopher Doohan hatte bereits 1979 im ersten Star-Trek-Kinofilm eine nicht im Abspann erwähnte Nebenrolle als Statist.[24]
- In einer Rede am Ende des Filmes spricht Kirk die bekannten Worte des deutschen Vorspanns der Originalserie: „Der Weltraum, unendliche Weiten …“
- Die Figur des Khan tauchte, dargestellt von Ricardo Montalbán, erstmals in der Star-Trek-Episode Space Seed (dt.: Der schlafende Tiger) (1967) auf. Darin besteht die Mannschaft Khans ebenfalls aus 72 Personen. Im Film Star Trek II: Der Zorn des Khan (1982) war die Figur mit demselben Darsteller erstmals in einem Star-Trek-Kinofilm zu sehen.
- Peter Weller (Admiral Alexander Marcus) spielte bereits 2005 in der 20. und 21. Folge der letzten Staffel der Serie Star Trek: Enterprise einen Charakter, der 100 Jahre früher lebte.[25]
- Leonard Nimoy hat in Star Trek Into Darkness seine letzte Filmrolle.

## Fortsetzung
Die Fortsetzung trägt den Titel Star Trek Beyond, Regisseur ist Justin Lin. Der Film wurde am 22. Juli 2016 in den USA veröffentlicht. Einer der Drehbuchautoren ist Simon Pegg, der Darsteller von Scotty.